# Кузнецов, Иван Григорьевич
Иван Григорьевич Кузнецов (1919—1971) — советский военачальник, генерал-майор танковых войск. Первый заместитель командующего 2-й гвардейской и 6-й гвардейской танковых армий, участник Советско-польской, Советско-финляндской и Великой Отечественной войн.

## Биография
Родился 9 октября 1919 года в деревне Демидово, Тверской губернии.
С 1936 года призван в ряды РККА и направлен для обучения в 2-е Ленинградское артиллерийское училище. С 1939 года служил в войсках Московского военного округа в должности командира огневого взвода 108-го артиллерийского полка. С 1940 года — командир батареи 402-го гаубичного артиллерийского полка. С 1939 по 1940 год являлся участником Советско-польской и Советско-финляндской войн, при участии в последней получил тяжёлое ранение.
Участник Великой Отечественной войны с первых дней войны воевал на Северо-Западном фронте в составе 8-й армии 402-го гаубичного артиллерийского полка большой мощности в должности командира батареи и помощника начальника штаба этого полка, участвовал в Прибалтийской стратегической оборонительной операции. С июля 1941 года полк вошёл в состав войск Западного фронта и был переброшен в Валдай, а оттуда под Москву, входил в состав Московской зоны обороны, с декабря 1941 года полк участвовал в битве под Москвой, в сентябре был контужен а в феврале 1942 года получил ранение.
С апреля 1942 по март 1943 год — командир дивизиона 488-го артиллерийского полка. С марта по июль 1943 года — заместитель командира 17-го гвардейского артиллерийского полка, воевал в составе 43-й армии. С июля 1943 по февраль 1945 года — командир 1827-го тяжелого самоходно-артиллерийского полка в войсках 1-го Украинского фронта в составе 60-й армии, в феврале 1945 года был тяжело ранен. С 1946 по 1947 год — командир 183-го танкового полка в составе 10-й танковой дивизии. С 1947 по 1950 год — командир 183-го кадрового танкового батальона 10-й кадрового танкового полка.
С 1950 по 1954 год обучался на командном факультете Военной академии бронетанковых войск РККА имени И. В. Сталина. С 1954 по 1955 год — заместитель командира 18-й гвардейской тяжелой танковой дивизии. С 1955 по 1957 год — начальник штаба 68-й механизированной дивизии. С 1957 по 1960 год — командир 18-й гвардейской тяжелой танковой дивизии. С 1960 по 1962 год обучался в Высшей военной академии имени К. Е. Ворошилова. С 1962 по 1967 год — первый заместитель командующего 2-й гвардейской танковой армии. С 1967 по 1969 год — первый заместитель командующего 6-й гвардейской танковой армии.
С 1969 года в запасе.
Скончался 31 марта 1971 года в Москве, похоронен на Хованском кладбище.

## Награды
- четыре ордена Красного Знамени (06.06.1940, 30.04.1944, 29.01.1945, 30.12.1956)
- Орден Суворова III степени (30.08.1944)
- Орден Александра Невского (30.09.1943)
- Орден Отечественной войны I степени (06.06.1945)
- Орден Красной Звезды (19.11.1951)
- Медаль «За боевые заслуги» (05.11.1946)
- Медаль «За оборону Москвы» (1944)
- Медаль «За освобождение Праги» (1945)
- Медаль «За победу над Германией в Великой Отечественной войне 1941—1945 гг.» (09.05.1945)[6][7][1]